# 阿爾蓋山 (聖佩德羅德喬蘭區)
10°05′03″S 76°23′31″W / 10.08417°S 76.39194°W
阿爾蓋山（Algay），是秘魯的山峰，位於該國中部瓦努科大區，由瓦努科省的聖佩德羅德喬蘭區負責管轄，屬於安地斯山脈的一部分，海拔高度4,425米。